# Candidatura de Argentina-Uruguay para la Copa Mundial de Baloncesto de 2023
La candidatura conjunta Argentina-Uruguay para la Copa Mundial de Baloncesto de 2023 fue una candidatura conjunta fallida de la Confederación Argentina de Básquetbol y la Federación Uruguaya de Basketball por el derecho a albergar la Copa Mundial de Baloncesto de 2023.
La campaña estuvo liderada por Argentina, donde se ubicaron la mayoría de las sedes propuestas. La oferta fue una de las dos ofertas finalistas, junto con la oferta ganadora conjunta de Filipinas, Japón e Indonesia.

## Trasfondo
El 11 de enero de 2017 se anunció en Buenos Aires la candidatura conjunta de la Federación Argentina de Baloncesto y la Federación Uruguaya de Baloncesto. La candidatura fue lanzada por el político argentino Esteban Bullrich, el futbolista Fernando Cáceres, y los presidentes de la candidatura Federico Susbielles y Ricardo Vairo. El 22 de mayo de 2017, el equipo de la candidatura dio a conocer el logotipo y el lema de su candidatura: "Dos países, una pasión" en Montevideo.
Según informes de prensa, Buenos Aires habría sido sede de cuatro grupos de la ronda preliminar, dos grupos de la segunda ronda y la fase final del torneo, desde los cuartos de final en adelante. Montevideo habría sido sede de dos grupos de la ronda preliminar y dos grupos de la segunda ronda.

## Sedes propuestas
Se propusieron cinco sedes, de cinco ciudades anfitrionas, para la candidatura.
| Buenos Aires Mendoza Córdoba Mar del Plata Montevideo | Argentina                                        | Argentina                         | Argentina                                     | Argentina |
| Buenos Aires                                          | Mendoza                                          | Córdoba                           | Mar del Plata                                 |           |
| Estadio Mary Terán de Weiss Capacidad: 15,500         | Villa Panamericana (new venue) Capacidad: 12,800 | Orfeo Superdomo Capacidad: 14,000 | Polideportivo Islas Malvinas Capacidad: 8,000 |           |
|                                                       |                                                  |                                   |                                               |           |
| Uruguay                                               |                                                  |                                   |                                               |           |
| Montevideo                                            |                                                  |                                   |                                               |           |
| Antel Arena (new venue) Capacidad: 15,000             |                                                  |                                   |                                               |           |

## Presentación de la candidatura
La candidatura se presentó el 17 de octubre de 2017 en Buenos Aires.

## Resultado

Banner de la candidatura de Argentina + Uruguay, basado en las banderas de los países anfitriones, presentado por la delegación de la candidatura en Mies, Suiza.

El 9 de diciembre de 2017, FIBA decidió otorgar los derechos de sede de la Copa Mundial de Baloncesto de 2023 a Filipinas, Japón e Indonesia, sobre Argentina y Uruguay, luego de la presentación final de ofertas, que se llevó a cabo el mismo día, en Mies, Suiza. Sin embargo, citando la calidad de ambas ofertas conjuntas, FIBA decidió darles a Argentina y Uruguay la oportunidad de hacer una oferta sin oposición para la Copa Mundial de Baloncesto de 2027. Se les dijo que hicieran ajustes a su oferta original, según lo recomendado por FIBA, y estarían programados para presentar su nueva oferta ante el organismo mundial de baloncesto en junio de 2018; luego de lo cual FIBA debía decidir si otorgaría los derechos de hospedaje para la edición 2027 del torneo a los dos países sudamericanos.
Sin embargo, Argentina y Uruguay finalmente decidieron retirar su candidatura para la Copa Mundial de Baloncesto de 2027, el 24 de mayo de 2018. El 28 de abril de 2023 se eligió a Catar para albergar la 20.ª edición.